# Conor Oberst
Conor Mullen Oberst (ur. 15 lutego 1980 w Omaha w stanie Nebraska) – amerykański piosenkarz i kompozytor, wokalista zespołu Bright Eyes. Założyciel niezależnych wytwórni płytowych Saddle Creek Records i Team Love Records.
Muzykę zaczął tworzyć już w wieku 13 lat. W 1993 roku wraz ze starszym bratem Mattem Oberstem i przyjacielem Tedem Stevensem nagrał swój pierwszy album ("Water"). W 1995 został jednym z założycieli zespołu Commander Venus. W tym samym roku stworzył swój pierwszy poważny projekt muzyczny o nazwie Bright Eyes. Mimo że do dziś jest to jego główna działalność muzyczna, Conor Oberst współpracował i nagrywał z wieloma innymi grupami. Jego muzyka to połączenie folk rocka i alt country (wyjątkiem był album "Digital Ash in a Digital Urn" z 2005 roku na którym pojawiło się wiele elementów muzyki elektronicznej).

## Zespoły[1]
- Commander Venus 1995 - 1997
- The Magnetas 1996
- Park Ave. 1996 - 1998
- Desaparecidos 2001 - 2002
- Bright Eyes 1995 - obecnie
- Conor Oberst and the Mystic Valley Band 2007 - obecnie